# Bereznikí (Marí El)
|  | Per a altres significats, vegeu «Bereznikí (desambiguació)». |

Bereznikí (en rus: Березники) és un poble de la República de Marí El, a Rússia, que en el cens del 2010 tenia 435 habitants. Pertany al districte rural de Voljsk.